# Medalha de Leotardo

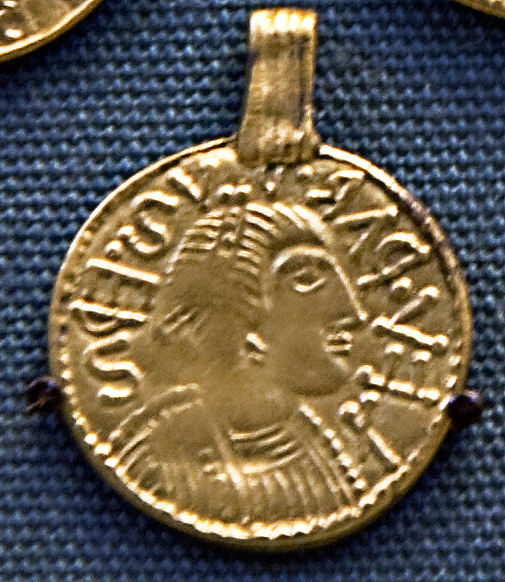
Réplica da medalha de Leotardo
Atualmente no Museu Britânico.

A Medalha de Leotardo é uma moeda ou medalha anglo-saxônica encontrada antes de 1844 perto da Igreja de São Martinho, em Cantuária, na Inglaterra. Ela era parte do "Tesouro de São Martinho em Cantuária", composto de seis itens. A moeda, juntamente com os outros itens encontrados, agora estão no World Museum Liverpool. Embora algum debate acadêmico exista sobre a proveniência dos itens, se todos eram de uma mesma cova ou não, a maior parte dos historiadores que estudaram o objeto entendem que eles foram enterrados juntos como parte de um colar no túmulo de uma mulher do século VI d.C. A moeda está colocada numa presilha que permite que ela seja usada como jóia e tem uma inscrição no anverso (parte da frente), circundando uma figura vestida num robe. A inscrição se refere a Leotardo, um bispo que acompanhou Berta à Inglaterra quando ela se casou com Etelberto, o rei de Kent. O reverso da moeda tem uma cruz com dupla barra (chamada cruz patriarcal) com mais outra inscrição.
A moeda foi provavelmente cunhada em Cantuária no final do século VI d.C., provavelmente entre 578 e 589. Embora ela possa ter sido usada como moeda, é mais provável que ela tenha sido criada já como uma medalha para proclamar a conversão ao cristianismo da usuária. A moeda é mais antiga sobrevivente moeda anglo-saxônica. O design do lado com a imagem tem alguma afinidade com as moedas merovíngias e visigóticas, mas o lado com a cruz tem poucos predecessores na numismática e é a primeira aparição de uma cruz patriarcal no norte da Europa, em qualquer meio, conhecida.

## Descoberta e posse

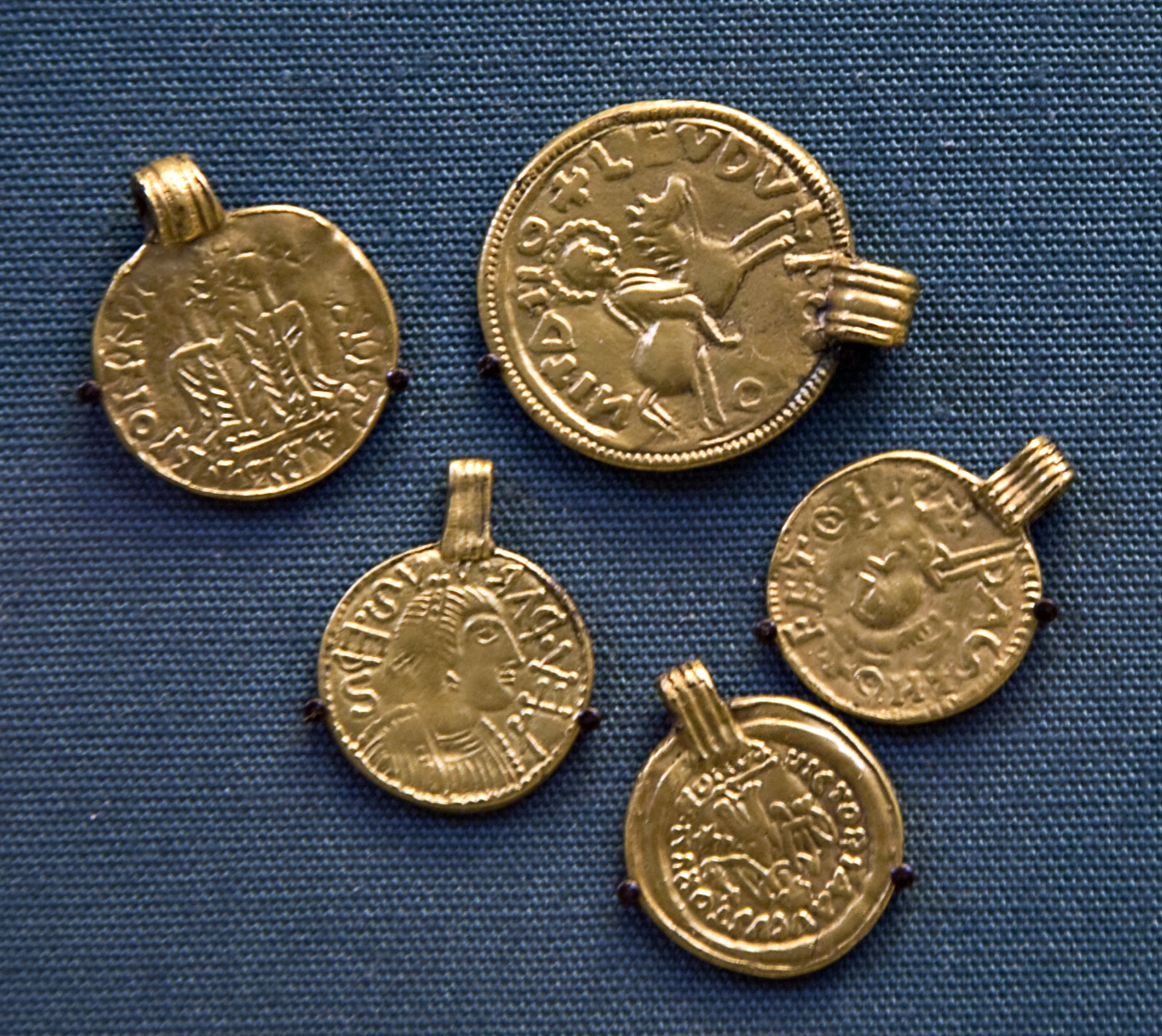
Réplicas do outros itens encontrados no Tesouro de São Martinho, incluindo a Medalha de Leotardo.
Atualmente no Museu Britânico.

A medalha foi revelada pela primeira vez ao público em 25 de abril de 1844 por Charles Roach Smith, que a apresentou, juntamente com outras moedas encontradas com ela, num encontro da Numismatic Society. A medalha, junto com outros dois itens similares, foi adquirida por W. H. Rolfe, que depois adquiriu outros cinco itens do mesmo tesouro, e todos os oito itens foram publicados na revista da Sociedade, a Numismatic Chronicle, em 1845. Sobre a origem e as circunstâncias da descoberta do tesouro, Smith sabia apenas que ele tinha sido encontrado "havia uns anos" e que todos os itens tinham sido encontrados juntos. É possível que tenha havido mais itens, mas que não sobreviveram. Todos eles foram encontrados em Cantuária, nos jardins da Igreja de São Martinho, de acordo com Rolfe, embora o primeiro relato publicado tenha afirmado que ele fora encontrado na Abadia de Santo Agostinho e não em São Martinho.
A coleção toda, incluindo a medalha, passou da coleção de Rolfe para a de Joseph Mayer e terminou na Coleção Rolfe-Mayer, agora de posse dos museus públicos da cidade de Liverpool. Ela agora é parte do  World Museum Liverpool.
S. C. Hawkes argumenta que os oito itens do tesouro foram encontrados em covas diferentes, baseando-se em análises por raio X e na fluorescência das moedas. Porém, o historiador Philip Grierson acredita que a possibilidade de duas covas de diferentes períodos, ambas contendo moedas do mesmo, é tão remota que faz com a possibilidade de o tesouro ter vindo de duas covas seja mínima.
A medalha é parte do único achado do final do século VI ou início do VII, em jóias de ouro, encontrado em um jardim de uma igreja. Todas as moedas do tesouro foram provavelmente parte de um colar que fora sepultado com uma mulher. A medalha em si é a mais antiga moeda anglo-saxônica sobrevivente.

## Descrição
A medalha em si é uma moeda de ouro, montada numa presilha em forma de laço para que pudesse ser vestida como uma jóia. No anverso está o busto de um homem usando um diadema e um robe, com uma borda de pontos à volta. Escrito ali está a legenda "LEV·DΛR·DV~·EPS", que se lê do fim para o começo. No reverso, há uma cruz patriarcal montada numa base com dois pingentes no braço superior da cruz. Um círculo e dois meio-círculos intersectam a cruz. Sobre ela, de ponta-cabeça, estão as letras "AA"; A cruz está ainda rodeada por duas inscrições, cada uma lendo "NINΛ". Sobre a cruz, estão as letras "VΛV". A medalha toda pesa 1.57g.
Smith acredita que a legenda no anverso se refira a um bispo de Autun do século VI, mas D. B. Haigh, assim como C. H. V. Sutherland, Arthur Evans e G. C. Brooke todos acreditam que ela se refere a Leotardo, um bispo franco que acompanhou a princesa Berta ao Reino de Kent, no final do século VI, quando ela - cristã - se casaria com o pagão Etelberto de Kent e que talvez tenha morrido por volta da década de 590.

## Origem e similaridade com outras moedas

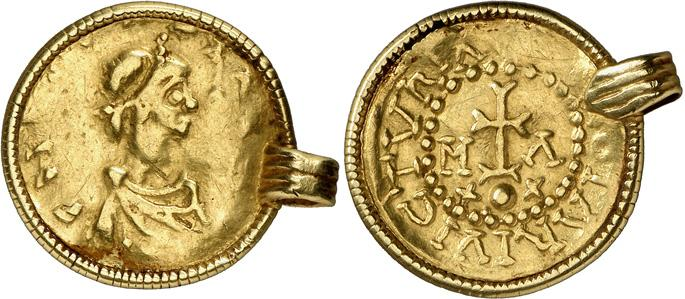
Um Soldo franco de ouro contemporâneo, do rei Clotário II, também montada como um pingente.

A moeda que formava a base da medalha foi provavelmente cunhada na Inglaterra, em Cantuária. Evans acredita que ela foi produzida por um membro franco da comitiva de Leotardo, mas Grierson tem menos certeza de que ela foi produzida por um franco. Ambos, porém, concluíram que ela não tinha intenção de ser utilizada como dinheiro, tendo sido cunhada para uso como uma medalha que mostrasse a conversão ao cristianismo. A historiadora Margaret Deansly argumentou que ela foi feita em Cantuária, por um artesão juto nativo. Dadas as datas do reino de Etelberto, é possível que a moeda tenha sido cunhada entre 578 e 589. A presilha ou gancho para suspendê-la é uma característica dos braceletes, que são "quase-moedas" pagãs germânicas em forma de jóias ou amuletos, e geralmente mostram um rei. Porém, os braceletes só são decorados em um dos lados.
O anverso é similar às moedas do Reino Merovíngio, especialmente na parte sul do reino, com influências também do Reino Visigótico. O reverso, porém, não tem precedentes na numismática de nenhum destes lugares. Mesmo que por volta do século VI, os reis merovíngios e visigóticos estivessem colocando seus nomes em suas moedas, nenhuma delas sobreviveu, de nenhum dos dois reinos, com o nome de um bispo. O design da figura neste lado é derivado das moedas imperiais bizantinas, e a cruz em si e grande e lembra muito uma cruz alta.
A cruz patriarcal, ou com dupla barra, se tornora um símbolo muito comum para a Vera Cruz na época da cunhagem da medalha. O historiador Martin Werner argumenta que a forma da cruz no reverso, com os pingentes, foi feita para parecer a crux gemmata, ou "cruz gemada" (com gemas - pedras preciosas), montada no século IV ou V no que se acreditava ser o local do Gólgota dentro da Igreja do Santo Sepulcro em Jerusalém. Werner especula ainda que a base da cruz na medalha significa o monte do Gólgota. O círculo atravessando a cruz no reverso é uma forma primitiva de cruz que depois aparece em conjunção com o motivo do hetoimasia ("trono vazio") na arte bizantina.
A medalha é a primeira obra de arte do norte da Europa a mostrar uma cruz patriarcal e é também o primeiro item seguramente datado a se utilizar de um círculo cortando uma cruz.